# Laurencie Harasymiv
Blahoslavená Laurencie Harasymiv (ukrajinsky Лаврентія Гарасимів, 30. září 1911, Rudniki – 28. srpna 1952, Charsk, Tomská oblast) byla řeholní sestra v řeckokatolické kongregaci Josefitek. Zemřela jako mučednice a katolická církev ji uctívá jako blahoslavenou. Její liturgická památka připadá na 26. srpen.

## Život
Při křtu jí bylo dáno jméno Leukádie. Jméno Laurencie přijala při vstupu do kláštera ve svých dvaceti letech. V Sovětském svazu byla řeckokatolická církev nuceně sloučena s pravoslavnou, která byla pod státním dohledem a jakožto národní církev byla snadno manipulovatelná. Ti, kteří toto sloučení odmítali uznat byli pronásledováni. Sestra Laurencie zůstala věrná katolické víře a v rámci svých možností tajně vypomáhala v ilegalitě působícím kněžím s pastorací. Vykonávala takové činnosti, k jejichž platnosti nebyla nutná přítomnost kněze. Při jedné ilegální bohoslužbě byla zadržena agenty NKVD a uvězněna. Poté byla transportována na Sibiř. Na Sibiři u ní propukla tuberkulóza a na její následky sestra Laurencie zemřela.